# Raparna nigripuncta
Raparna nigripuncta är en fjärilsart som beskrevs av Alfred Ernest Wileman 1911. Raparna nigripuncta ingår i släktet Raparna och familjen nattflyn. Inga underarter finns listade.